# Дагестанский федеральный исследовательский центр РАН
Дагестанский федеральный исследовательский центр РАН (ДФИЦ РАН) является структурным звеном Российской академии наук, объединяет членов РАН, работающих в Республике Дагестан, и научных сотрудников подведомственных РАН организаций, расположенных в данном регионе.

## История
- Основание Дагестанской научно-исследовательской базы АН СССР постановлением СНК СССР от 30 октября 1945 года.
- Преобразование в Дагестанский филиал АН СССР (ДФ АН СССР) постановлением Президиума АН СССР от 6 октября 1949 года.
- Постановлением Президиума АН СССР от 29 января 1991 года № 34 Дагестанский Филиал Академии наук СССР преобразован в Дагестанский научный центр Академии наук СССР.
- Дагестанский научный центр Российской академии наук переименован в соответствии с постановлением Президиума Российской академии наук от 18 декабря 2007 года в Учреждение Российской академии наук Дагестанский научный центр РАН.
- Постановлением Президиума РАН от 13 декабря 2011 года № 262 переименован в Федеральное государственное бюджетное учреждение науки Дагестанский научный центр РАН
- Приказом Министерства науки и высшего образования РФ от 11 декабря 2018 года № 1138 проведена реорганизация академических институтов расположенных в Махачкале в форме присоединения к Дагестанскому научному центру с образованием Федерального государственного бюджетного учреждения науки Дагестанского федерального исследовательского центра Российской академии наук.[1]

При президиуме ДФИЦ РАН функционируют структурные подразделения: Отдел математики и информатики (ОМИ), Аналитический центр коллективного пользования (АЦКП), Научная библиотека, Отдел аспирантуры.
ДФИЦ РАН объединяет девять научных учреждений РАН, расположенных на территории Республики Дагестан. По состоянию на 01 января 2020 года общая численность постоянно работающих в учреждениях ДФИЦ РАН составляет 620 человек, в том числе 462 научных сотрудника. Среди ученых Центра 76 докторов и 197 кандидатов наук, 1 академик РАН, 3 член-корреспондента РАН.

## Основные подразделения
- Институт физики им. Х. И. Амирханова
- Институт геологии
- Прикаспийский институт биологических ресурсов
- Горный ботанический сад
- Институт истории, археологии и этнографии
- Институт языка, литературы и искусства им. Г. Цадасы
- Институт социально-экономических исследований ДНЦ РАН
- Региональный центр этнополитических исследований ДНЦ РАН

## Издания
- Журнал «Вестник Дагестанского научного центра РАН»
- Дагестанские электронные математические издания
- Труды института геологии ДНЦ РАН
- Ботанический вестник Северного Кавказа
- История, археология и этнография Кавказа
- Аридные экосистемы
- Вестник Института языка, литературы и искусства им. Г. Цадасы

## Председатели
- 1946—1950 — И. И. Мещанинов
- 1950—1984 — Х. И. Амирханов
- 1985—1990 — М. М. Магомедов
- 1990—1998 — Г. Г. Гамзатов
- 1998—2009 — И. К. Камилов
- 2009—2015 Х. А. Амирханов
- 2015—2017 — М. С. Гаджиев
- с 2017 — А. К. Муртазаев

## Сотрудники ДФИЦ РАН
- Мещанинов, Иван Иванович — академик АН СССР
- Гамзатов, Гаджи Гамзатович — академик РАН
- Амирханов, Хизри Амирханович — академик РАН
- Османов, Ахмед Ибрагимович — член-корреспондент РАН
- Магомедов, Магомед-Расул Дибирович — член-корреспондент РАН
- Муртазаев, Акай Курбанович — член-корреспондент РАН